# Breathe Atlantis
Pour les articles homonymes, voir Madsen.
Breathe Atlantis est un groupe allemand de rock alternatif, originaire d'Essen, en Rhénanie-du-Nord-Westphalie.

## Histoire
Le groupe est formé en 2012 dans la ville d'Essen, en Rhénanie-du-Nord-Westphalie, et se compose du chanteur Nico Schiesewitz, du guitariste Joschka Basteck, ainsi que du bassiste Jan Euler et du batteur Markus Harazim. Basteck et Harazim jouaient auparavant ensemble dans le groupe de rock Emmy Shot a Unicorn, qui a publié un EP durant sa période active.
Le 19 avril 2014, le groupe sort son premier album, Shorelines, qu'il finance de sa propre poche et mis sur le marché sans label discographique. Entre-temps, Breathe Atlantis est signé par Redfield Records et sort son deuxième album Futurestories en été 2016 via le label. L'album est mixé et masterisé par le producteur Dan Korneff à New York.
En 2017, le quatuor joue deux tournées, entre autres avec Any Given Day, To the Rats and Wolves et Vita, en Allemagne et en Suisse. Auparavant, le groupe avait déjà donné plusieurs concerts au niveau fédéral. De plus, le groupe fait les premières parties de Memphis May Fire, Attila, Bury Tomorrow, Betraying the Martyrs, The Word Alive, Caliban, Hands Like Houses, Slaves et Callejon.
Avec Our Mirage, Breathe Atlantis assure la première partie de la tournée européenne du groupe suédois Imminence, qui se déroulera entre le 5 et le 22 décembre 2018 en Allemagne, en Autriche, en Suisse, en Tchéquie, en France et aux Pays-Bas,. En septembre 2018, il est annoncé que Breathe Atlantis avait rejoint Arising Empire et qu'il sortirait son troisième album, Soulmade, début 2019 par le biais de le label,.
Le 18 juillet 2023, le groupe annonce sa dissolution.

## Style musical
Musicalement, Breathe Atlantis se rattache au rock alternatif. Par rapport à son premier album, qui était plutôt orienté heavy metal, le groupe mise sur le chant clair, les accroches mémorables et le jeu de guitare mélodique dans son deuxième album. Leur style musical est comparable à celui de The Color Morale. The Used et My Chemical Romance sont également cités comme influences musicales.

## Discographie
- 2014 : Shorelines (album)
- 2016 : Futurestories (album, Redfield Records)
- 2019 : Soulmade (album, Arising Empire)
- 2022 : Overdrive (album, Arising Empire)